# U-632
Unterseeboot 632 foi um submarino alemão do Tipo VIIC, pertencente a Kriegsmarine que atuou durante a Segunda Guerra Mundial.

## Comandantes
| Comandante         | Data                                     |
| ------------------ | ---------------------------------------- |
| KrvKpt. Hans Karpf | 23 de julho de 1942 - 6 de abril de 1943 |

## Subordinação
Durante o seu tempo de serviço, esteve subordinado às seguintes flotilhas:
| Período                                      | Flotilha                                  |
| -------------------------------------------- | ----------------------------------------- |
| 23 de julho de 1942 - 31 de dezembro de 1942 | 5. Unterseebootsflottille (treinamento)   |
| 1 de janeiro de 1943 - 6 de abril de 1943    | 1. Unterseebootsflottille (serviço ativo) |

## Operações conjuntas de ataque
O U-632 participou das seguinte operações de ataque combinado durante a sua carreira:
- Rudeltaktik Falke (4 de janeiro de 1943 - 19 de janeiro de 1943)
- Rudeltaktik Landsknecht (19 de janeiro de 1943 - 28 de janeiro de 1943)
- Rudeltaktik Seeteufel (23 de março de 1943 - 30 de março de 1943)
- Rudeltaktik Löwenherz (1 de abril de 1943 - 6 de abril de 1943)